# Mästerby
Mästerby är en kyrkby i Mästerby socken i Gotlands kommun, belägen på västra Gotland cirka två mil söder om centralorten Visby.

## Historia
I Mästerby kyrka har man hittat en runsten från 1000-talet som användes i kyrkobygget, vilket visar att platsen var bebyggd på vikingatiden. Ett annat fynd från vikingatiden, en enkel holkyxa av järn, ovanligt smal med utsvängd egg, har anträffats här, troligen genom åkerarbete.
De danska trupperna som invaderade Gotland 1361 mötte häftigt motstånd vid Fjäle myr, där slaget vid Mästerby stod den 25-26 juli 1361 och som slutade i en massaker av vad arkeologerna tror cirka 1 500 bönder. Bondeuppbådet lyckades inte besegra danskarna, som därefter kunde genomföra brandskattningen av Visby. En tid efter slaget restes ett minneskors, Stenkorset i Mästerby, vid Grens gård cirka 800 m söder om kyrkan, det så kallade "Grenskorset" eller "Ringkorset", till minne av dem som dog i slaget. Vid Ajmunds bro står även en minnessten, rest 1961, 600 år efter Valdemar Atterdags invasion. Sedan 2011 återskapas slaget vid Mästerby regelbundet under Medeltidsveckan, i regi av historieentusiaster, reenactmentgrupper och Mästerby hembygdsförening. Det är en del av det kulturhistoriska projektet "Mästerby 1361", som även erbjuder guidade vandringar på slagfältet vid Fjäle myr och utställningar med arkeologiska fynd i området.
En prästgårdsbrand 1735 i Mästerby förstörde många skriftliga källor om ortens historia.
I Mästerby låg södra Gotlands tingshus och här fanns galgbacke och spöplats från 1000-talet fram till slutet av 1700-talet vid Ajmunds bro. Sista avrättningen ska ha ägt rum 1698, då kyrktjuven Anders Botelson från Gothem hängdes här.

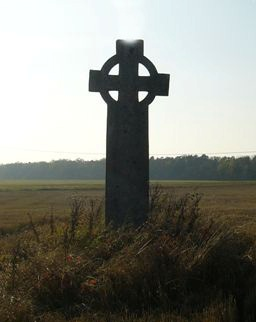
Stenkorset i Mästerby.
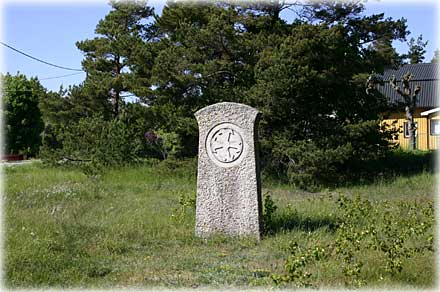
Minnesstenen vid Ajmunds bro.

## Föreningsliv
Mästerby hembygdsförening, bildad 1983, anordnar årligen midsommarfirande, grillfester och andra sammankomster i Mästerbyänget, ett artrikt ängsområde känt för sina orkidéer.

## Natur och kultur
Mästerbyänget är en hävdad äng känd för sin rika flora med över 150 kärlväxtarter, där flera är rödlistade. Änget är ett exempel på traditionellt ängsbruk på Gotland och har både natur- och kulturhistoriskt värde.

## Gårdar
Orten har inte samlad bebyggelse utan bondgårdarna är utspridda med kyrkan och prästgården i mitten.
- Ajmunds
- Ammor
- Bander
- Barbos
- Båtels
- Fjäle
- Grens
- Gästäde
- Hage
- Karls
- Långgutes
- Myre
- Pilungs
- Ringome
- Sallmunds
- Skogs